# Tongshanyuan Shuiku
Tongshanyuan Shuiku (kinesiska: 铜山源水库) är en reservoar i Kina. Den ligger i provinsen Zhejiang, i den östra delen av landet, omkring 170 kilometer sydväst om provinshuvudstaden Hangzhou. Tongshanyuan Shuiku ligger 129 meter över havet. Arean är 5,6 kvadratkilometer. Trakten runt Tongshanyuan Shuiku består till största delen av jordbruksmark. Den sträcker sig 3,4 kilometer i nord-sydlig riktning, och 5,5 kilometer i öst-västlig riktning.
Genomsnittlig årsnederbörd är 2 495 millimeter. Den regnigaste månaden är juni, med i genomsnitt 499 mm nederbörd, och den torraste är oktober, med 55 mm nederbörd.